# یواس‌اس ثعبان (ای‌کی‌ای-۱۹)
یواس‌اس ثعبان (ای‌کی‌ای-۱۹) (به انگلیسی: USS Thuban (AKA-19)) یک کشتی بود که طول آن ۴۵۹ فوت ۳ اینچ (۱۳۹٫۹۸ متر) بود. این کشتی در سال ۱۹۴۳ ساخته شد.